# 5 by Monk by 5
5 by Monk by 5 é um álbum de jazz do pianista Thelonius Monk, lançado em 1959.
| Críticas profissionais                                                      | Críticas profissionais |
| Avaliações da crítica                                                       | Avaliações da crítica  |
| Fonte                                                                       | Avaliação              |
| --------------------------------------------------------------------------- | ---------------------- |
| All Music Guide                                                             | [ 2 ]                  |
| Esta tabela precisa de ser acompanhada por texto em prosa. Consulte o guia. |                        |

## Faixas
Todas as músicas compostas por Thelonius Monk excepto onde indicado:
1. Jackie-Ing – 6:07
2. Straight, No Chaser   – 9:21
3. Played Twice (Take 3) – 8:00
4. Played Twice (Take 1) – 6:56
5. Played Twice (Take 2) – 7:53
6. I Mean You (Monk, Coleman Hawkins) – 9:48
7. Ask Me Now – 10:46

## Intérpretes
- Thelonious Monk - Piano
- Thad Jones - Corneta
- Sam Jones - Baixo
- Charlie Rouse - Saxofone tenor
- Art Taylor - Bateria